# Staatliche Hochschule für Gestaltung Karlsruhe
Staatliche Hochschule für Gestaltung (HfG, littéralement « École nationale supérieure pour la conception formelle » ou « Université des arts et du design ») est une université allemande située à Karlsruhe.
Elle fut fondée en 1992 par le professeur Heinrich Klotz (de), en même temps que le Centre d'art et de technologie des médias de Karlsruhe qui lui est associé. Cette institution se concentre principalement sur les recherches et l'enseignement dans les domaines des « nouveaux médias », de l'art numérique et du design, offrant cinq formations de maîtrise de même que des programmes de doctorat. HfG est la première institution consacrée aux arts à avoir une faculté théorique complète.
En 2013, son recteur est le Siegfried Zielinski.

## Enseignants
- Eric Alliez
- Hans Belting (1992-2002)
- Joseph Cohen
- Boris Groys
- Ulay
- Edgar Reitz
- Peter Sloterdijk
- Beat Wyss
- Raphael Zagury-Orly